# اولکساندر سوسننکو
اولکساندر سوسننکو (اوکراینی: Олександр Сосненко؛ زادهٔ ۹ نوامبر ۱۹۷۱) اسکیت‌باز نمایشی، و رقصنده روی یخ است. او همچنین از اسکیت‌بازان نمایشی در بازی‌های المپیک زمستانی ۱۹۹۴ بوده‌است.